# Муха, Рената Григорьевна
Рена́та Григо́рьевна Му́ха (в замужестве Ткаченко; 31 января 1933, Одесса — 24 августа 2009, Беэр-Шева, Израиль) — русская советская, впоследствии израильская детская поэтесса, филолог и педагог.

## Биография
С 1936 года жила в Харькове, куда был направлен её отец — кадровый военный Григорий Герасимович Муха (1906—?), уроженец села  Большие Сорочинцы (Миргородского уезда Полтавской губернии). В годы Великой Отечественной войны находилась с матерью в эвакуации в Ташкенте. Окончила отделение иностранных языков Харьковского университета, где её мать Александра Соломоновна Шехтман (1912—1955), родом из Одессы, работала доцентом кафедры немецкой филологии. 
Работала на кафедре английской филологии Харьковского университета, защитила кандидатскую диссертацию, автор более 40 научных работ. Занималась исследованиями в области английского синтаксиса, подготовила курс «Матушка Гусыня в гостях у Курочки Рябы» о влиянии английской детской литературы на русскую, разработала методику «Сказочный английский» об использовании устного рассказа при обучении иностранным языкам.

## Репатриация
С 1995 года Рената Муха жила в Израиле, в городе Беер-Шева. Преподавала в университете им. Бен-Гуриона. В 2006 стала лауреатом медали общества «Дом Януша Корчака в Иерусалиме».
Автор сборников стихов «Переполох» (с Ниной Воронель, 1968), «Про Глупую Лошадь, Забывчивую Сову, Братьев-Бегемотов, Кота-который-не-умел-мурлыкать и Котенка-который-думал-что-он-тигр» (с Полли Камерон и Вадимом Левиным, 1993), «Гиппопопоэма» (1998), «Недоговорки» (2001), «Бывают в жизни чудеса» (2002). Автор десятков стихотворений для детей и нескольких сборников стихов. Некоторые стихи были положены на музыку и исполнялись Сергеем Никитиным.
«Герои моих стихов, — писала она, — звери, птицы, насекомые, дожди и лужи, шкафы и кровати, но детским поэтом я себя не считаю. Мне легче считать себя переводчиком с птичьего, кошачьего, крокодильего, туфельного, с языка дождей и калош, фруктов и овощей. А на вопрос, кому я адресую свои стихи, отвечаю: — Пишу до востребования».

## Семья
Муж — Вадим Александрович Ткаченко, математик, доктор физико-математических наук, профессор и научный сотрудник Харьковского Физико-технического института низких температур АН УССР и Университета имени Бен-Гуриона.

## Книги
- «Переполох» (с Ниной Воронель, 1968);
- «Про Глупую Лошадь, Забывчивую Сову, Братьев-Бегемотов, Кота-который-не-умел-мурлыкать и Котёнка-который-думал-что-он-тигр» (с Вадимом Левиным и Полли Камерон, 1993).
- «Гиппопопоэма» (1998);
- «Недоговорки» (2001);
- «Бывают в жизни чудеса» (2002);
- «Немного про осьминога» (2004);
- «Я здесь не сплю!» (2006);
- «Однажды, а может дважды. Стихи для бывших детей и будущих взрослых» (2005, переиздание 2008).